# Bertil Bodén
Hans Bertil Hampus Bodén, född 30 augusti 1918 i Nacka, död 1993, var en svensk författare och översättare. Han var son till advokaten Hampus Bodén och Anna Bodén.
Utöver sina böcker och översättningar var han recensent i tidningen Arbetaren och teater- och filmkritiker i bland annat Perspektiv, Scen & salong och Chaplin. Som översättare gjorde han en rad översättningar för scenen.